# 硫酸铈(IV)
硫酸铈(IV)（化学式：Ce(SO4)2），是稀土元素铈的硫酸盐，是一种颜色为黄色或者接近与橙色的化学物品。常态下得到的硫酸铈(IV)一般以无水的Ce(SO4)2或者含若干个结晶水的 Ce(SO4)2· xH2O（x=4，8，12）的形式存在。四水化合物在180-200 °C条件下加热会慢慢失去结晶水。
硫酸铈的水溶液或者弱酸溶液接近中性，颜色常为深黄色，会慢慢分解生成二氧化铈。铈离子具有较强的氧化性，特别是在酸性条件下Ce4+/Ce3+有较高的氧化还原电势。因而若将硫酸铈(IV)加入到稀盐酸中，则可以得到氯气，但这一过程是进行地相当缓慢。
硫酸铈在分析化学中常被用在氧化还原滴定中作氧化剂。